# Banque de France
Banque de France er Frankrigs centralbank. Den blev etableret 18. januar 1800 af Napoléon Bonaparte. 
Napoleon havde i 1799 gennemført et statskup, oprettede en ny styreform ("Konsulatet" – Le Consulat), og gennemførte en række reformer, bl.a. i finansvæsenet. Et tiltag han gennemførte var oprettelsen af en centralbank; Banque de France. 
Bankens rolle var i begyndelsen begrænset både geografisk og opgavemæssig. Den omfavnede kun Paris, og havde en rolle som ansvarlig for trykning af penge. Dermed var banken ikke enerådende på dette område i Frankrig, siden der også fandtes andre aktører. Begge disse begrænsninger blev gradvis udvidet, og i 1848 var hele Frankrig pligtig til at acceptere penge trykt af Banque de France. 
Siden Frankrig er medlem af EU, er centralbanken også medlem af ESCB – Det Europæiske System af Centralbanker og Eurosamarbejdet. På denne måde har banken indflydelse på pengepolitikken og den økonomiske politik både i Frankrig og i EU.
Centralbankens hovedmålsætning er, i lighed med EU, en stabil inflation på ca. 2 %. 
Centralbankchef er pr. november 2005 Christian Noyer.